# 大家 (曲)
「大家」（ダージャー）は、日本の歌手・一青窈の2枚目のシングルである。2003年3月19日発売。発売元はコロムビアミュージックエンタテインメント（現：日本コロムビア）。

## 概要
- 前作から6ヶ月ぶりとなるシングル。大家は一青の亡き父親に捧げる曲であり、曲の最後は中国語で歌われている。歌詞にある「あの遊園地」とはよみうりランドを指している。
- 初回限定特殊仕様

## 収録曲
（全作詞：一青窈／編曲：武部聡志）
1. 大家（4:49）
  - 作曲：マシコタツロウ
2. 音木箱（4:18）
  - 作曲：武部聡志
3. あこるでぃおん（4:28）
  - 作曲：武部聡志
  - アルバム『月天心』に収録されていた曲のロングバージョン。NHK教育テレビ『福祉ネットワーク』オープニングテーマ。

## 収録アルバム
大家
- オリジナル『一青想』
- ベスト『BESTYO』
- ライブ『一青窈 CONCERT TOUR 2008「Key〜Talkie Doorkey」LIVE CD @ NHK hall』

あこるでぃおん
- オリジナル『月天心』
- ベスト『BESTYO』